# John Cranley

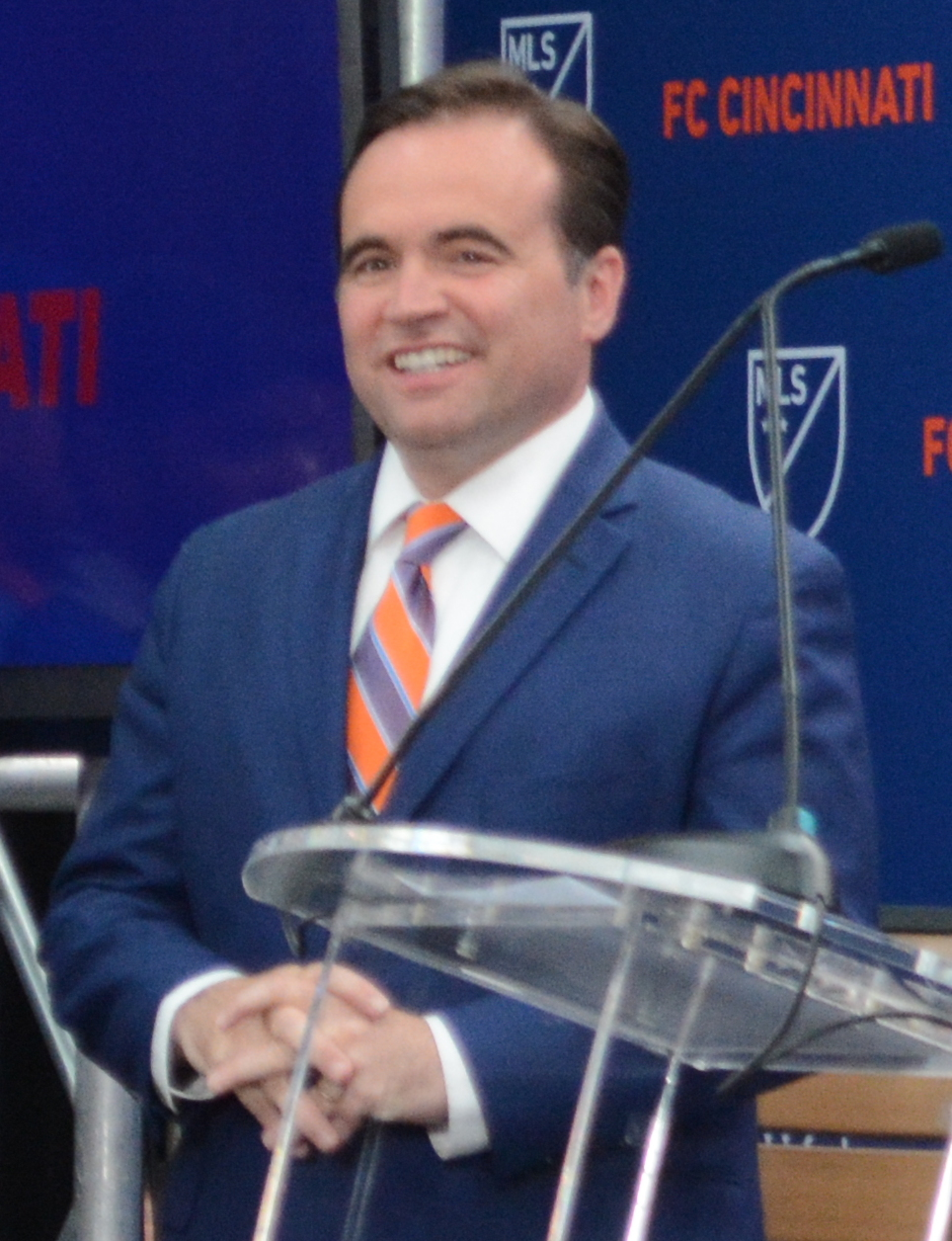
John Cranley (2018)

John Joseph Cranley (* 28. Februar 1974 in Green Township, Hamilton County, Ohio) ist ein US-amerikanischer Politiker. Er ist Mitglied der Demokratischen Partei und war vom 1. Dezember 2013 bis zum 4. Januar 2022 der 69. Bürgermeister von Cincinnati.

## Leben
John Cranley wurde in Green Township, einem Vorort von Cincinnati, geboren und wuchs als Sohn eines Nachlassplaners und einer Lehrerin in Price Hill, einem Stadtbezirk im Südwesten von Cincinnati, auf. Nach seinem Schulabschluss im Jahr 1992 studierte Cranley Politikwissenschaften an der John Carroll University, das Studium schloss er magna cum laude ab. Danach studierte er an der Harvard University Rechtswissenschaften und erwarb den Grad des Juris Doctor.
Nach Ende seiner Studienzeit kehrte Cranley nach Cincinnati zurück und arbeitete als Anwalt. Von 2000 bis 2009 im Stadtrat von Cincinnati. Im Jahr 2002 war Cranley Mitbegründer des Ohio Innocence Project an der University of Cincinnati, bis 2006 war er dort Verwaltungsleiter. In den Jahren 2000 und 2006 bewarb sich Cranley jeweils für den Sitz des 1. Kongresswahlbezirkes des Bundesstaates Ohio im US-Repräsentantenhaus, er verlor jedoch beide Wahlen gegen den republikanischen Amtsinhaber Steve Chabot. Im Januar 2009 trat Cranley elf Monate vor dem vorgesehenen Ende seiner Amtszeit aus dem Stadtrat von Cincinnati zurück.
Im September 2013 wurde John Cranley in einer parteiinternen Vorwahl zum demokratischen Kandidaten bei der Bürgermeisterwahl in Cincinnati ausgewählt, die er am 5. November 2013 mit 57,92 Prozent der Stimmen gegen Roxanne Qualls gewann. Am 1. Dezember 2013 wurde er in das Amt eingeschworen. Bei der Bürgermeisterwahl am 7. November 2017 wurde Cranley wiedergewählt, er erhielt 53,95 Prozent der Stimmen vor den ebenfalls demokratischen Gegenkandidaten Yvette Simpson und Rob Richardson, Jr. Bei der Bürgermeisterwahl 2021 durfte Cranley aufgrund einer Amtszeitenbegrenzung nicht mehr antreten. Seine Amtszeit endete am 4. Januar 2022, er wurde von Aftab Pureval abgelöst.
Am 10. August 2021 gab Cranley seine Kandidatur bei den Gouverneurswahlen in Ohio im November 2022 bekannt.
Neben seinen späteren politischen Tätigkeiten arbeitete John Cranley bis zu seiner Wahl zum Bürgermeister in einer Anwaltskanzlei. Er ist verheiratet und hat einen Sohn. Cranley lebt mit seiner Familie in Mount Lookout, einem Stadtteil im äußersten Südosten von Cincinnati.